# لامونت ارين
لامونت ارين (بالإنجليزية: Lamont Warren)‏ هو لاعب كرة قدم أمريكية أمريكي، ولد في 4 يناير 1973 في إنديانابوليس في الولايات المتحدة.

## وصلات خارجية
- لامونت ارين على موقع مرجع كرة القدم المحترفة.كوم (الإنجليزية)